# Lolei
Lolei az egykori Khmer Birodalom (a mai Roluos közelében emelt) első fővárosának, templomromja Kambodzsában.  Ez a 9. század végén, 893-ban épült, Siva istennek szentelt hindu sziget-templom, egyike a régészek által Roluos csoportnak elnevezett hármas templomegyüttesnek (Pra Kó, Bakong, Lolei), amelyek az angkori terület legelső építményei.  A többi templomtól eltérően, ezek a szentélyek agyagtéglából épültek, díszeiket pedig faragott gipszből készítették.
Loleit az Angkor  alapítójaként ismert I. Jaszovarman (889-910) ősei lelkének tiszteletére, de elsősorban apja, I. Indravarman király emlékére emeltette, amelyet szimbolikusan apja építészeti főművének „szívébe”, az Indratataka baraj közepére építtetett. A 3800 méter hosszú és 800 méter széles baraj a térség legelső víztározója volt. A sziget-templom középpontjában a dévarádzsák, a hindu istenkirályok szimbóluma a linga áll. Falain, vésett szanszkrit feliratok mesélik el a templom építtetésének történetét, köztük azt az érdekességet, hogy a Lolei építtetését az új király uralkodása 5. napján kezdte meg.
A Lolei templomot csak csónakkal lehetett megközelíteni, de napjainkra a szentélyt övező medence kiszáradt.

## Külső hivatkozások
- APSARA – Lolei (angol)
- Malgot István: Barangolások Cambodiában